# Верхокамье
Верхока́мье — историческая территория Сивинского и Верещагинского районов Пермского края и Кезского района Удмуртии. В этих районах довольно компактно проживают старообрядцы. Центрами Верхокамья традиционно считаются сёла Сепыч и Кулига. Историческая территория Верхокамья в общем совпадает с географической Верхнекамской возвышенностью.